# Л-7
Л-7 «Ворошиловец» — советская дизель-электрическая минно-торпедная подводная лодка времён Второй мировой войны. Первый корабль серии XI типа «Ленинец».

## История корабля
Лодка была заложена 10 апреля 1934 года на Балтийском заводе № 189 в Ленинграде, заводской номер 263, в виде отдельных секций была перевезена во Владивосток, на завод № 202 (Дальзавод) где была собрана. 15 мая 1935 года спущена на воду, 6 ноября 1936 года включена в состав ТОФ, 10 декабря 1936 года вступила в строй. 3 апреля 1958 исключена из состава ВМФ, впоследствии разделана на металл. В боевых походах участия не принимала.
В 1938 году Л-7 стала первой советской подводной лодкой, базировавшейся в бухте Тарья (ныне — бухта Крашенинникова, город Вилючинск).
Летом 1938 года, во время боёв у озера Хасан, Л-7 выходила на боевое дежурство в Охотское море для передачи авиационных метеосводок. Старшим на борту подлодки был командир дивизиона ПЛ Чернов Дмитрий Гордеевич.

## Командиры
- ноябрь 1939 — октябрь 1943 — И. И. Гаркуша